# Kanton Windheim
Der Kanton Windheim war eine Verwaltungseinheit im Königreich Westphalen, die von 1807 bis 1813 bestand und durch das Königliche Decret vom 24. Dezember 1807 gebildet wurde. Von 1807 bis 1811 gehörte der Kanton zum Distrikt Minden im Departement der Weser. Am 10. Mai 1811 wurde er dort ausgelöst und kam zum neuen Distrikt Rinteln im Departement der Leine, wo er mit den Kantonen Hausberge und Obernkirchen am 20. November 1812 bestätigt und seine Gemeinden neu geordnet wurden.
Nach dem Ende der Franzosenzeit wurde aus dem Kanton Windheim die Bürgermeisterei Windheim im Kreis Minden der preußischen Provinz Westfalen. 1843 wurde aus der Bürgermeisterei Windheim das Amt Windheim gebildet.

## Orte und Gemeinden
Dem Kanton Windheim wurden bei seiner Gründung im Jahre 1808 die folgenden Orte zugeordnet:
- Windheim (Kantons-Hauptort)
- Aminghausen
- Bierde
- Dankersen
- Döhren
- Frille
- Gorspen
- Hasenkamp
- Heimsen mit der Meierei Hünerburg
- Ilse
- Ilserheide
- Ilvese
- Jössen
- Lahde
- Leteln
- Neuenknick
- Päpinghausen
- Quetzen
- Raderhorst
- Rosenhagen
- Seelenfeld
- Vahlsen
- Wietersheim
- Wulfhagen

1811 wurden die einzelnen Orte zu sieben Gemeinden zusammengefasst:
- Windheim, mit Jössen, Ilse, Ilserheide und Wulfhagen
- Lahde, mit Bierde und Quetzen sowie der Meierei Lohhäuser
- Döhren, mit Seelenfeld, Neuenknick und Rosenhagen
- Heimsen, mit Ilvese sowie den Meiereien Hünerburg und Neuhof
- Raderhorst, mit Gorspen und Vahlsen
- Dankersen, mit Hasenkamp und Frille
- Wietersheim, mit Päpinghausen, Leteln und Aminghausen